# 中国人民解放军军用食品

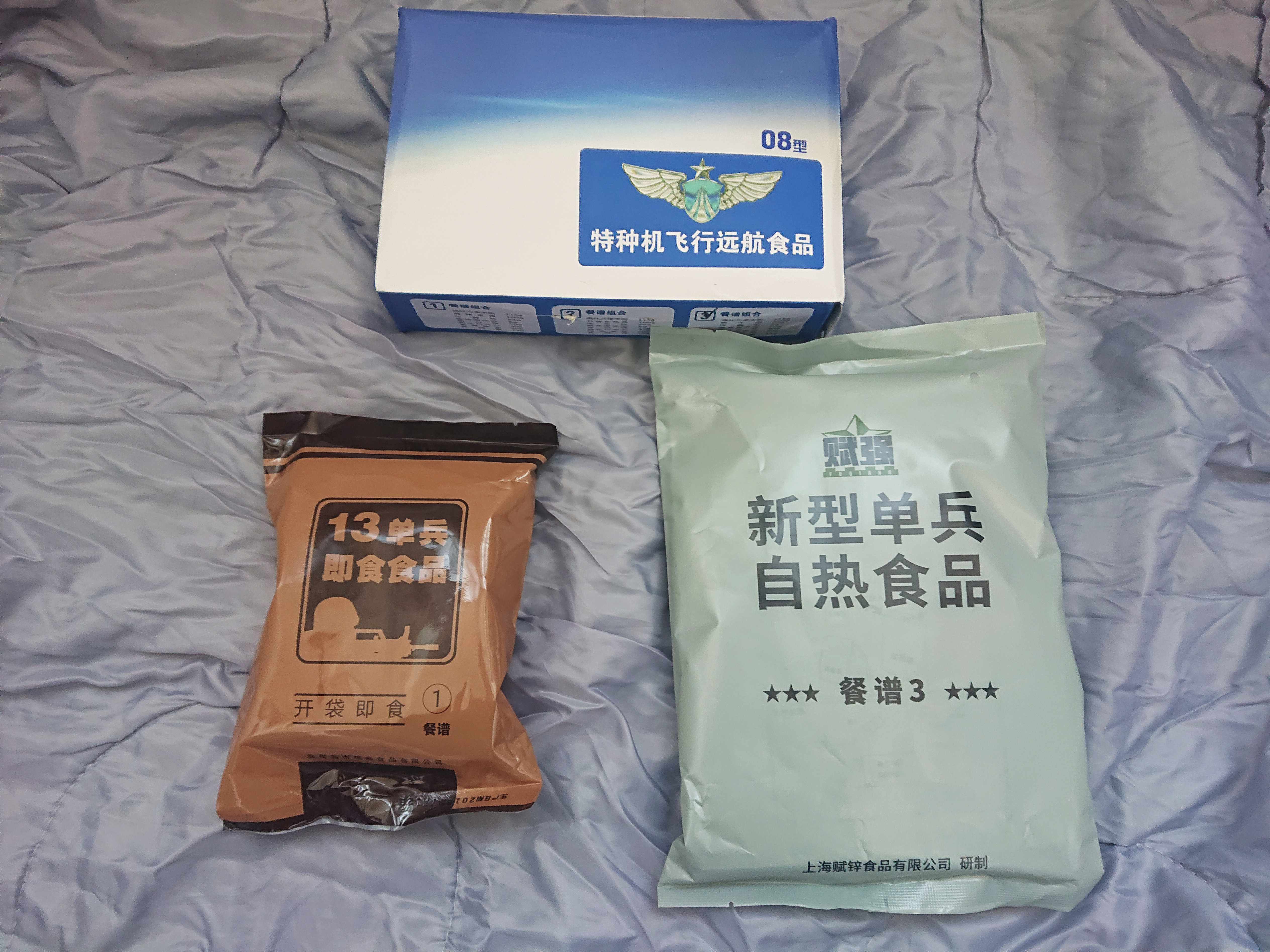
特种机远航食品（上），单兵即食食品（下左），部队采购的民用自热食品（下右）

中国人民解放军军用食品介绍中国人民解放军装备的军用食品。根据《军需装备基本术语》定义，军用食品是指“按军队规定的技术标准生产、筹措、供应的各类制式食品的总称”。除了解放军之外，武警、边检、消防等单位也会装备一定数量的军用食品。

## 历史
朝鲜战争期间，中国尚未建立起食品工业，初期主要依靠人工制作的炒面、炒黄豆、土豆等食物作为单兵口粮。这类食品缺乏蛋白质、维生素等各类人体所需的营养素，仅能满足热量和盐分的需求。1951年，针对中国人民志愿军的野战食品需求，总后方勤务部军需部首次组织生产压缩干粮，原料包括熟面粉、熟豆粉、花生米、蛋黄粉、干枣粉、胡萝卜粉、砂糖、精盐和植物油等，用机械压缩成块状。
一五计划后，随着食品工业的提高，中国开始研制军用食品，1958年总后军需研究所与上海食品工业研究所共同试制了第一代压缩食品，包括压缩鹹饼干、压缩蚕豆糕、杂粮饼干、玉米糕等。越南战争期间，中国研制了701和702两种压缩干粮，这两种压缩干粮主要用于援助越南。
1976年至1982年，解放军研制了第一代野战食品，其中主食由761压缩干粮、脱水米饭、脱水面条构成；而副食则由午餐肉罐头、荤炒什锦罐头、酱爆肉丁罐头构成。脱水米饭和脱水面条因贮存期较短，且复水后口感不佳最终未能列装，而761压缩干粮则在中越战争和两山轮战期间广泛使用，并一直在解放军中服役至90年代。这些食品并未形成餐谱，采用主、副食分开包装，均以马口铁作为包装材料。
1983年至1994年，解放军研制了第二代野战食品，包括普通单兵食品、普通集体食品、边防巡逻食品以及坦克兵食品，主要品种有861单兵口粮（高原边防部队巡逻食品）、侦察兵口粮、90压缩干粮、陆勤系列野战口粮等。这一时期的食品在组成形式上构成了餐份，在营养上提出了热量指标和营养素指标，并开始采用软包装，保质期相对于第一代野战食品有所提高。这些食品与空勤救生、伞兵、远航食品以及海勤远航、救生食品还有两栖作战食品初步形成了解放军的口粮体系。
20世纪90年代中期至今，解放军的军用食品开始向系列化、餐谱化、热食化发展。2016年，军用食品的轮换方式由各部队自行组织、经费从部队伙食费列支，改由总部统一调配，免费供应。2017年开始，解放军开始引入社会资源参与军用食品的研发。

## 种类
根据《中国军事后勤百科全书》定义，军用食品分为野战食品、远航食品、救生食品、通用食品四类。
- 野战食品：主要供陆勤人员在热食供应困难时食用，包括各种压缩干粮、单兵自热食品和单兵即食食品等。
- 远航食品：供空、海勤人员远航时食用，分为舰艇远航食品和飞行远航食品2种。其中舰艇远航食品包括潜艇远航食品和水面舰艇远航食品，潜艇远航食品又分常规潜艇远航食品和核潜艇远航食品。飞行远航食品供连续飞行4小时以上的空勤人员食用。
- 救生食品：供军人在遇险待救时食用，分为舰艇救生口粮和飞行救生口粮。
- 通用食品：生鲜食物供应困难时按军队规定标准生产、筹措和供应的食品，也称补助供应食品。这类食品包括各种罐头、脱水蔬菜等。

根据《军用食品通用规范》定义，军用食品按照使用对象和用途分为单兵食品、集体食品、补充食品三类。
- 单兵食品：供执行训练、作战任务单兵使用的餐份或日份军用食品。
- 集体食品：供执行训练、作战任务部队使用的成品、半成品军用食品。
- 补充食品：作为单兵、集体食品的附加食品，提供一定营养和能量，具有特定生理调节功能的军用食品。

根据《军需装备基本术语》定义，军用食品又分为单兵食品、集体食品、基础食品、补充食品四类。
- 单兵食品：供执行训练、作战任务单兵食用，以日份或餐份为单位包装的军用食品。如单兵即食食品、单兵自热食品、单兵救生食品、特种作战食品等。
- 集体食品：供执行训练、作战任务的官兵集体食用，以多人日份或餐份为单位包装的军用食品。如预制集体食品、浅盘集体食品、舰艇远航食品。
- 基础食品：通常作为单兵或集体食品的基本组成部分，紧急情况下又可单独食用的军用食品。如压缩干粮、耐贮蛋糕面包、军需罐头、脱水食品。
- 补充食品：供执行特殊任务人员食用，提供必要的营养和能量，具有特定生理调节功能的军用食品。如海勤补充食品、空勤补充食品。

## 研制与生产
解放军负责军用食品研究开发的机构主要有以下四个单位。
- 军需装备研究所：过去隶属于总后勤部，2016年改革后转隶后勤保障部[17]。研究开发全军饮食装备与军用食品，主要研制陆军高原哨所、边防巡逻、海岛及野战用食品。
- 海军医学研究所：隶属于海军后勤部，研究开发海军舰艇人员停靠码头和出海访问期间用食品，以及海军陆战队员、海军飞行员的平、战用食品。
- 航空医学研究所：隶属于空军后勤部，研究空军飞行员空中食品。
- 中国航天员科研训练中心：前身是总装备部航天医学工程研究所，2005年更名，2016年改革后转隶装备发展部。研究宇航人员太空食品。

## 野战食品

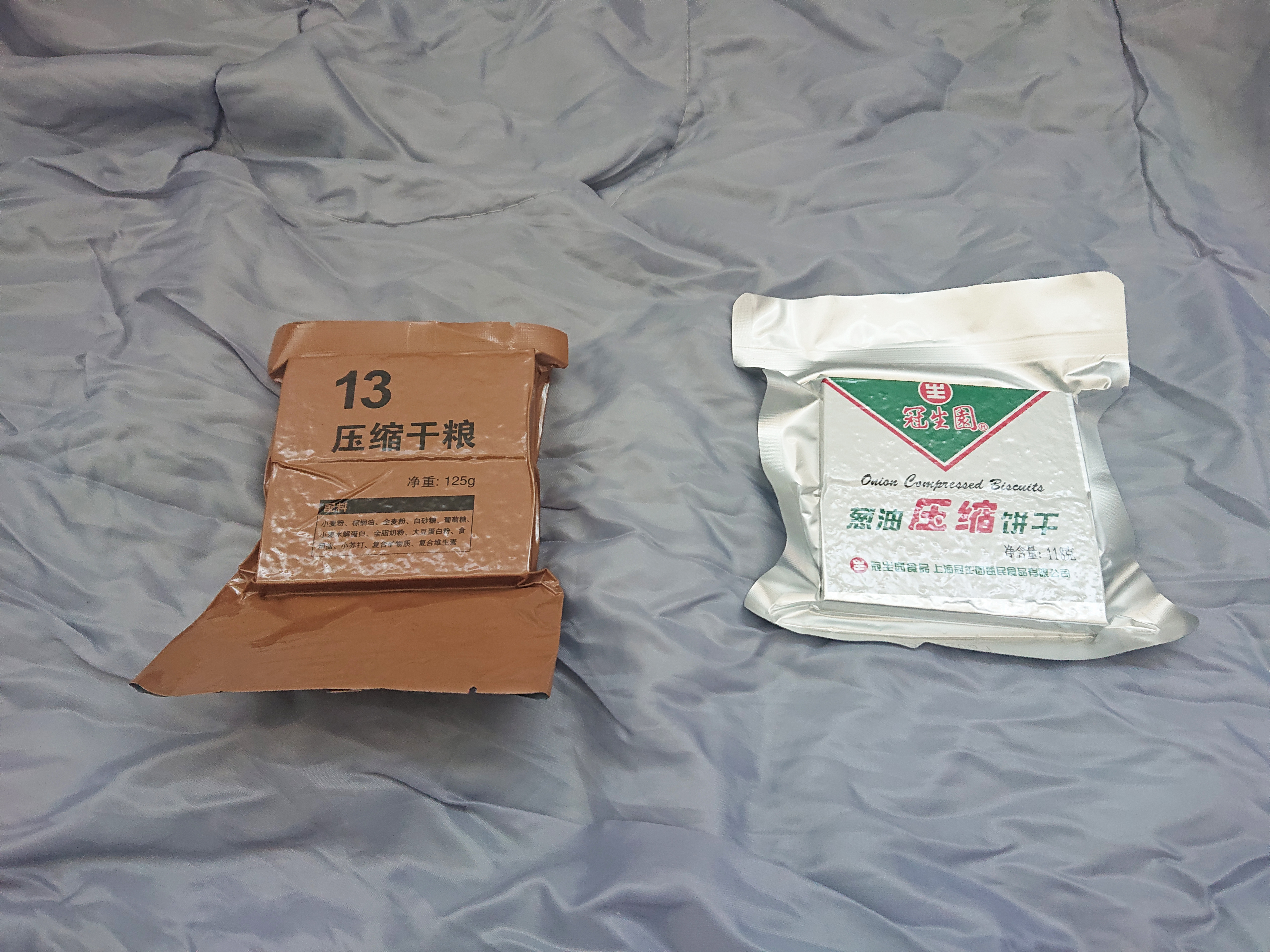
一包13压缩干粮和一包由冠生园益民（原益民食品四厂）生产的民用压缩干粮

### 压缩干粮
压缩干粮是指经特殊食品加工工艺压缩制作，可直接食用的条（块）状制式食品。目前解放军主要装备的是13压缩干粮。

#### 761/762压缩干粮
761压缩干粮是中国人民解放军第一代野战食品的组成部分之一，该干粮以面粉、花生、砂糖、葡萄糖、植物油、食盐为主要原料，经调粉-滚轧-成型-烘烤-粉碎-拌料-压块和密封包装而成。每小包（共2份）为一餐份，净重250克。包装分为三层，内包装为每两块干粮包一层羊皮纸，用食用胶水粘接，每四块用一层聚乙烯薄膜热封。中包装为每20个包装在一个马口铁桶密封，并抽氧充氮。外包装则是两个马口铁桶装一个瓦楞纸箱。该型干粮在室温条件下可贮存2年以上。解放军还在761压缩干粮的基础上进行改进发展出762压缩干粮，主要用于特种作战部队。
在中越战争和两山轮战期间，中国人民解放军曾大量携带和食用761压缩干粮，直至20世纪90年代仍被大量储备和使用。该型干粮由于添加了奶粉与大量油脂，因此吃起来香甜可口。缺点是口感太硬，太油腻，很容易散碎。此外由于和701、702压缩干粮同样了采用内充氮气、焊锡封口的防腐方式，使得顶盖较难开启，而顶盖一旦打开后干粮必须在一天内食用完，否则未食用完毕的干粮很容易变质。

#### 90压缩干粮
20世纪90年代，解放军在761压缩干粮的基础上发展出90压缩干粮，该压缩干粮的原料和工艺与761压缩干粮接近，主要是改进了口感和包装，保质期提升到四年以上。在包装方面，内包改为复合材料真空包装，每包由2块改为4块。外包铁桶，每个铁桶装20包。由于内包采用真空包装，因此铁桶无需严格密封，顶部圆盖很容易开启。在口感方面解决了761压缩干粮长期贮存后发硬而难以下咽的问题。在原料方面添加了人蔘皂苷，具有提神和抗疲劳的作用。
但由于原料构成与761压缩干粮基本一致，因此仍然继承了脂肪和碳水化合物含量过高、蛋白质和其它营养成分不足的问题。90压缩干粮的油脂含量达到了23.5%，而蛋白质含量为7.1%，大量食用后容易出现烧心、食欲不振、腹泻或便秘等症状。

#### 05压缩食品（MCF-120/240）
由于90压缩干粮在营养结构上的不平衡，解放军在2005年定型装备了05压缩食品，主要是增加了蛋白质以及维生素和矿物质的含量，并添加了一定量的低聚异麦芽糖和大豆低聚肽等功能成分。该型食品与同期研制的06单兵即食食品、06单兵自热食品均作为一种试验过渡产品，未大量装备部队，随后解放军在该系列食品的基础上发展出09系列单兵食品。

#### 09压缩干粮
从2010年开始，解放军开始配发09压缩干粮。该型压缩干粮的油脂和蛋白质含量分别为15.2%和14.7%，采用了全新成型技术，饼干粉大部分使用低聚糖，并增加了维生素和矿物质的含量。一份09压缩干粮净重250克，由4块薄膜封装的压缩干粮采用铝箔真空包装为一包，外包装为绿色纸盒。

#### 13压缩干粮

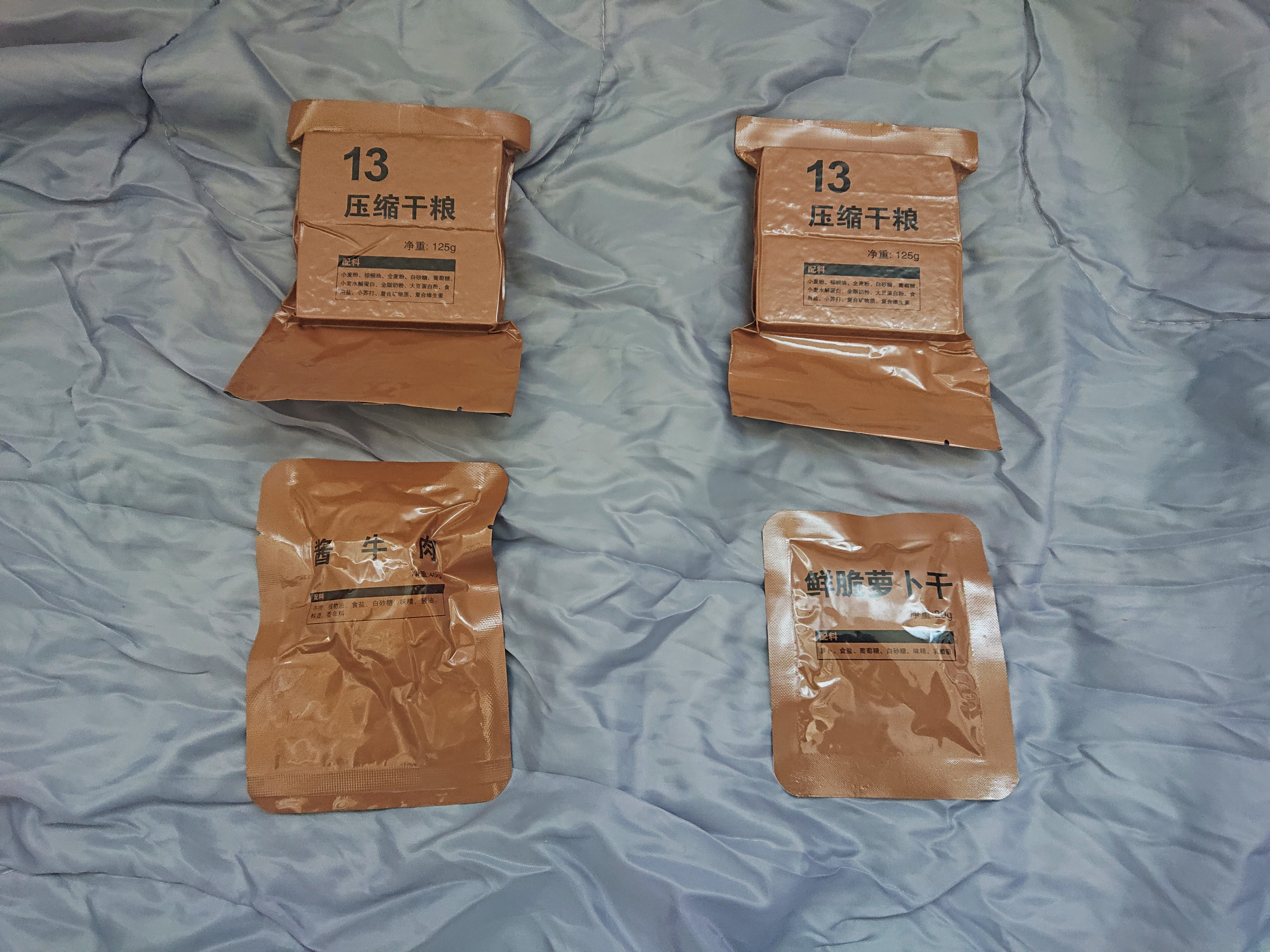
一份13单兵即食食品的内容物：两块13压缩干粮，一包酱牛肉，一包鲜脆萝卜干

13压缩干粮是09压缩干粮的改进型号，主要是增加了6种口味（葱香、椒盐、肉松、椰香、菠萝、柠檬），提升了含水量，缓解了口感干硬的问题。包装颜色由09压缩干粮的绿色改为棕色。

#### 20单兵战斗口粮A类
20单兵战斗口粮分四类，即高能量食品（A）、标准能量食品（B）、低脂清淡食品（C）、特需食品（D），其中A类的内容以压缩干粮为主体。A类包含的压缩干粮除了七种风味的普通“通用”干粮之外，还有为冷区准备的“抗疲劳干粮”和为热区准备的薏米、青苗、茯苓三种型号。

### 单兵即食食品
单兵即食是指供单兵食用，开袋即食的制式食品。内容物通常为压缩干粮、熟肉制品、咸菜或调味料，部分食品会带有一份冲调品（汤料或速溶饮料）。一份单兵即食食品通常采用一餐份设计（LQ-002型为一日份）。目前解放军主要使用的是13型即食食品。
| 内容物 | 肉菜米饭、压缩干粮、糖水梨 |

| 911A | 压缩干粮 | 麻辣里脊肉 | 咸菜 | 海鲜汤料 |
| 911B | 压缩干粮 | 酱牛肉   | 榨菜 | 鸡汁汤料 |

| 06单兵即食食品（IMI-120） | 06单兵即食食品（IMI-120） | 06单兵即食食品（IMI-120） | 06单兵即食食品（IMI-120） | 06单兵即食食品（IMI-120） | 06单兵即食食品（IMI-120） | 06单兵即食食品（IMI-120） |
| #                         | 主食                      | 点心                      | 肉食                      | 佐食                      | 冲调品                    |                           |
| ------------------------- | ------------------------- | ------------------------- | ------------------------- | ------------------------- | ------------------------- | ------------------------- |
| 1                         | 05压缩食品                | 能量棒                    | 猪肉蛋卷                  | 爽口榨菜                  | 速溶固体饮料              |                           |
| 2                         | 05压缩食品                | 能量棒                    | 酱牛肉                    | 爽口榨菜                  | 速溶固体饮料              |                           |
| 3                         | 05压缩食品                | 能量棒                    | 麻辣脊                    | 爽口榨菜                  | 速溶固体饮料              |                           |

| 1 | 09压缩干粮 | 牛肉蛋卷 | 辣味雪菜 | 速溶固体饮料 |
| 2 | 09压缩干粮 | 酱牛肉   | 原味榨菜 | 速溶固体饮料 |
| 3 | 09压缩干粮 | 牛肉香肠 | 香辣芥菜 | 速溶固体饮料 |

| 1 | 13压缩干粮 | 酱牛肉   | 鲜脆萝卜干 |
| 2 | 13压缩干粮 | 火腿     | 爽口榨菜   |
| 3 | 13压缩干粮 | 香辣牛肉 | 辣味圆白菜 |

| 葡萄糖饼干、可可饼干、肉松菜饼干 | 牛肉干、鱼片干、山楂片、巧克力、口香糖、复合维生素片 |

| 早餐（甲） | 97型伞兵口粮 | 素鸡炒鸡蛋 | 榨菜   |          |
| 早餐（乙） | 97型伞兵口粮 | 豆筋炒鸡蛋 | 榨菜   |          |
| 午餐（甲） | 97型伞兵口粮 | 烩生鸡丝   | 麻辣料 | 蘑菇汤料 |
| 午餐（乙） | 97型伞兵口粮 | 鱼香肉丝   | 麻辣料 | 蘑菇汤料 |
| 晚餐（甲） | 97型伞兵口粮 | 蘑菇肉片   | 麻辣料 | 鸡汁汤料 |
| 晚餐（乙） | 97型伞兵口粮 | 木须肉     | 麻辣料 | 鸡汁汤料 |

### 单兵自热食品

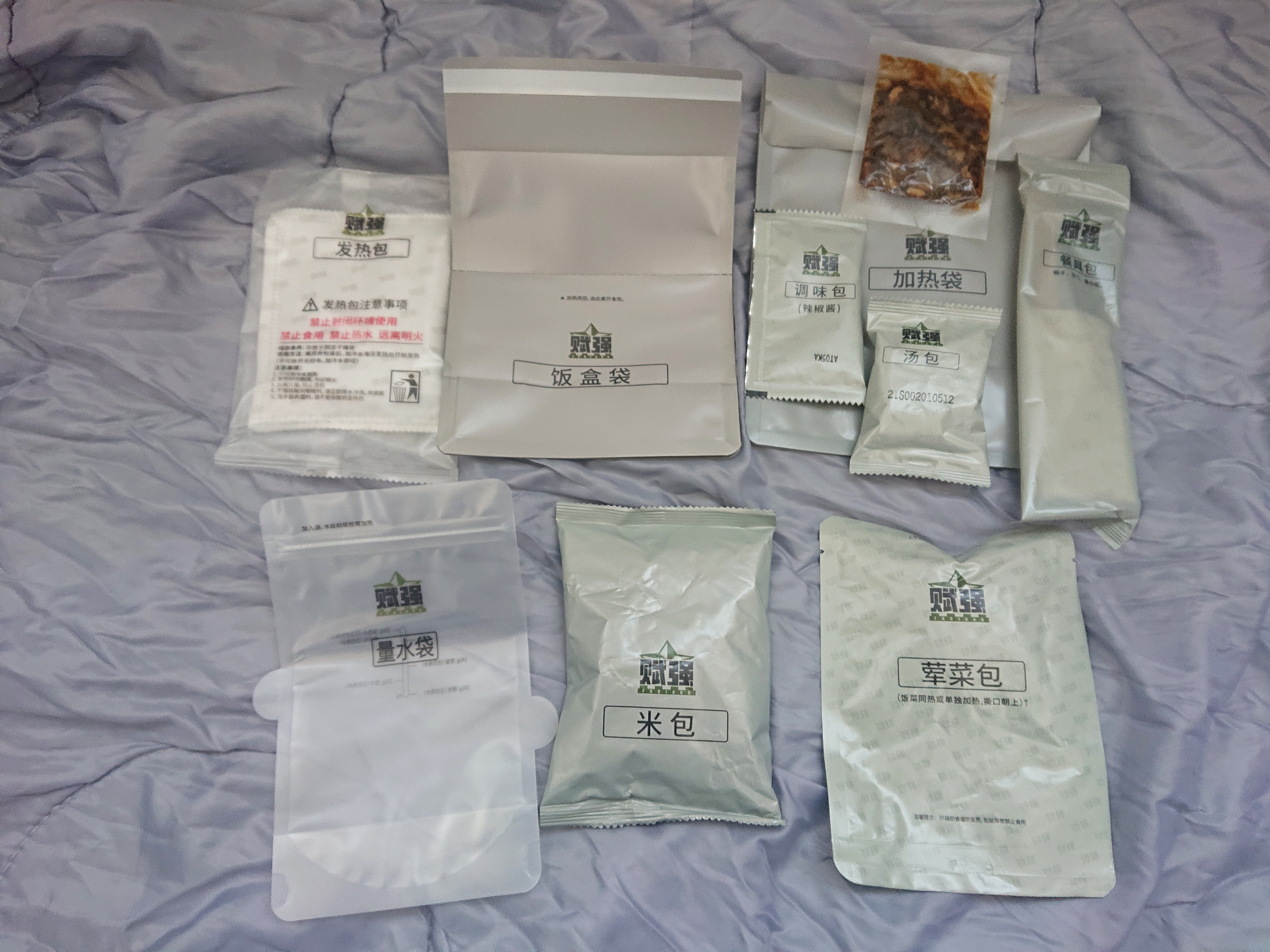
火箭军部队采购的一种民用自热食品

单兵自热食品是指供单兵食用，具有高效自加热功能的制式食品。通常包含一份或两份主食、一份调味料或咸菜、一份塑料餐具以及用于加热主食的无焰加热器。主食通常为炒饭或炒面，部分自热食品当中会带有几种小食，例如能量棒、软包装水果罐头、糖果等。一份单兵自热食品通常采用一餐份设计。目前解放军主要装备的是13型自热食品。
除了制式自热食品以外，部分部队也会订购一些民用的自热食品作为补充。
| 1 | 什锦炒饭、腊肠炒饭         | 香辣酱 |
| 2 | 扁豆牛肉炒饭、雪菜肉丝炒面 | 香辣酱 |
| 3 | 雪菜肉丁炒饭、90压缩干粮   | 香辣酱 |

| 1 | 什锦米饭     | 耐贮蛋糕 | 猪肉蛋卷 | 香辣酱 |
| 2 | 腊肠炒饭     | 耐贮蛋糕 | 酱牛肉   | 香辣酱 |
| 3 | 扁豆牛肉炒饭 | 耐贮蛋糕 | 麻辣脊   | 香辣酱 |

| 09单兵自热食品 | 09单兵自热食品 | 09单兵自热食品 | 09单兵自热食品 | 09单兵自热食品 | 09单兵自热食品 | 09单兵自热食品 |
| #              | 主食           | 点心           | 肉菜           | 水果           | 佐食           | 冲调品         |
| -------------- | -------------- | -------------- | -------------- | -------------- | -------------- | -------------- |
| 1              | 豆沙米饭       | 耐贮蛋糕       | 牛肉蛋卷       | 糖水黄桃       | 调味酱         | 速溶固体饮料   |
| 2              | 什锦米饭       | 耐贮烤饼       | 酱牛肉         | 糖水菠萝       | 调味酱         | 速溶固体饮料   |
| 3              | 鸡丁炒饭       | 耐贮蛋糕       | 牛肉香肠       | 糖水黄桃       | 调味酱         | 速溶固体饮料   |
| 4              | 扁豆牛肉米饭   | 耐贮烤饼       | 牛肉蛋卷       | 糖水菠萝       | 调味酱         | 速溶固体饮料   |
| 5              | 酱油炒饭       | 耐贮蛋糕       | 酱牛肉         | 糖水黄桃       | 调味酱         | 速溶固体饮料   |
| 6              | 咖喱炒饭       | 耐贮烤饼       | 牛肉香肠       | 糖水菠萝       | 调味酱         | 速溶固体饮料   |
| 7              | 腊肠米饭       | 耐贮蛋糕       | 牛肉蛋卷       | 糖水菠萝       | 调味酱         | 速溶固体饮料   |
| 8              | 雪菜肉丁米饭   | 耐贮烤饼       | 酱牛肉         | 糖水黄桃       | 调味酱         | 速溶固体饮料   |
| 9              | 雪菜肉丝炒面   | 耐贮蛋糕       | 牛肉香肠       | 糖水菠萝       | 调味酱         | 速溶固体饮料   |
| 10             | 香菇肉丝炒面   | 耐贮烤饼       | 牛肉蛋卷       | 糖水黄桃       | 调味酱         | 速溶固体饮料   |
| 11             | 羊肉抓饭       | 耐贮蛋糕       | 酱牛肉         | 糖水菠萝       | 调味酱         | 速溶固体饮料   |
| 12             | 羊肉拌面       | 耐贮烤饼       | 牛肉香肠       | 糖水黄桃       | 调味酱         | 速溶固体饮料   |

| 1 | 什锦炒饭、酱油炒饭           | 鲜脆萝卜干 | 速溶固体饮料 |
| 2 | 香焖米饭、雪菜肉丁炒饭       | 香辣酱     | 速溶固体饮料 |
| 3 | 咖喱鸡丁炒饭、雪菜肉丝炒面   | 辣味圆白菜 | 速溶固体饮料 |
| 4 | 青豆牛肉炒饭、胡萝卜鸡丁炒饭 | 鲜脆黄瓜   | 速溶固体饮料 |

| 17单兵自热食品 | 17单兵自热食品               | 17单兵自热食品 | 17单兵自热食品         | 17单兵自热食品       | 17单兵自热食品                 | 17单兵自热食品 |
| #              | 主食                         | 肉菜           | 佐食                   | 点心                 | 零食                           | 冲调品         |
| -------------- | ---------------------------- | -------------- | ---------------------- | -------------------- | ------------------------------ | -------------- |
| 3              | 腊肠炒饭                     | 酱牛肉         | 爽口榨菜               | 芝麻饼               | 梨罐头、高纤果蔬咀嚼片、口香糖 |                |
| 4              | 泰皇海鲜炒饭、香菇卤肉炒面   |                | 辣味圆白菜、香菇酱     |                      | 高纤果蔬咀嚼片、口香糖         |                |
| 5              | 海鲜咖喱炒饭、红烧牛肉炒面   | 鱼糕           | 红油金针菇             |                      | 巧克力、口香糖                 | 速溶饮料       |
| 6              | 白面条、肉末香菇             | 酱牛肉         |                        | 能量脆棒             | 巧克力、口香糖                 | 速溶饮料       |
| 7              | 煲仔饭                       |                | 鲜脆萝卜干、沙茶酱     | 多维能量棒（甜橙味） | 香蕉干、巧克力、口香糖           | 紫菜蛋花汤     |
| 8              | 咖喱鸡丁炒饭                 |                | 香辣金针菇、鸡肉香辣酱 | 多维能量棒（葡萄干） | 蓝莓干、巧克力、口香糖           | 西红柿蛋花汤   |
| 9              | 虾仁菠萝炒饭、黑胡椒牛肉炒面 |                | 金菇嫩笋、黑胡椒风味酱 |                      | 芒果干、口香糖                   | 野菌芙蓉汤     |

| 早餐 | 90压缩干粮               | 五香花生米、榨菜             |
| 午餐 | 自热什锦炒饭、90压缩干粮 | 自热鱼香肉丝、自热五香牛肉   |
| 晚餐 | 90压缩干粮               | 四鲜香干、五香带鱼、什锦水果 |

| 1  | 米包     | 台式卤肉，开胃菜   | 香味调味酱 | 汤包 |
| 2  | 米包     | 鱼香肉丝，开胃菜   | 香味调味酱 | 汤包 |
| 3  | 米包     | 回锅肉，开胃菜     | 香味调味酱 | 汤包 |
| 4  | 米包     | 咖喱牛肉，开胃菜   | 香味调味酱 | 汤包 |
| 5  | 米包     | 菌菇牛肉，开胃菜   | 香味调味酱 | 汤包 |
| 6  | 米包     | 酸豇豆肉沫，开胃菜 | 香味调味酱 | 汤包 |
| 7  | 米包     | 梅菜扣肉，开胃菜   | 香味调味酱 | 汤包 |
| 8  | 米包     | 香菇滑鸡，开胃菜   | 香味调味酱 | 汤包 |
| 9  | 红薯粉条 | 牛腩包，菜包       |            | 底料 |
| 10 | 红薯粉条 | 牛肉什锦包         | 干辣椒花椒 | 底料 |
| 11 | 面条     | 牛肉包，菜包，卤蛋 | 酱包，粉包 |      |
| 12 | 红薯粉条 | 牛肉包，菜包，卤蛋 | 酱包，粉包 |      |

| 1 | 香菇肉丝面、雪菜肉丁饭 |          | 香辣酱 |
| 2 | 雪菜肉丝面、什锦炒饭   |          | 香辣酱 |
| 3 | 绿豆米饭、赤豆米饭     | 鱼香肉丝 | 咸菜   |
| 4 | 绿豆米饭、赤豆米饭     | 梅菜扣肉 | 咸菜   |
| 5 | 赤豆米饭、压缩干粮     | 萝卜牛肉 | 榨菜   |
| 6 | 赤豆米饭、压缩干粮     | 四鲜腐竹 | 榨菜   |

### 集体食品
过去解放军部队的集体饮食保障主要依赖于利用炊事装置现场制作热食，并采用盒饭或桶饭的形式配送。虽然曾研制过一些陆勤集体食品，但这些食品最终未能形成批量装备。且由于野战食品需要各部队自行采购，因而在集体食品的发展上较为缓慢。从2016年开始，解放军开始装备通用浅盘集体食品，该型食品以12人一餐为一个包装单元，将食品连袋放入沸水或蒸汽加热后即可食用。
| 1（早餐） | 什锦炒饭     |            | 鲜脆萝卜干 |
| 2（午餐） | 大麦饭       | 鱼香肉丝   | 辣味圆白菜 |
| 3（晚餐） | 香菇肉丝面   | 黑椒鸡排   | 鲜脆黄瓜   |
| 4（早餐） | 咖喱鸡丁炒饭 |            | 辣味圆白菜 |
| 5（午餐） | 玉米饭       | 土豆烧牛肉 | 鲜脆黄瓜   |
| 6（晚餐） | 花生肉酱炒饭 | 五香卤蛋   | 鲜脆萝卜干 |
| 7（早餐） | 酱油炒饭     |            | 鲜脆黄瓜   |
| 8（午餐） | 红豆饭       | 咖喱鸡丁   | 鲜脆萝卜干 |
| 9（晚餐） | 青豆牛肉炒饭 | 麻辣鸡翅   | 辣味圆白菜 |

| 1  | 煲仔饭         | 梅菜扣肉、杏鲍菇炒牛肉   | 泡椒鹌鹑蛋、辣味雪菜   | 紫菜蛋花汤   |
| 2  | 咖喱鸡丁炒饭   | 东坡肉、麻辣翅根         | 五香花生米、香脆萝卜干 | 菠菜蛋花汤   |
| 3  | 茄汁牛肉炒饭   | 腐乳扣肉、鱼香肉丝       | 四鲜香干、鲜脆黄瓜     | 西红柿蛋花汤 |
| 4  | 黑胡椒牛肉炒面 | 东坡肉、麻辣翅根         | 五香花生米、咸菜丝     | 紫菜蛋花汤   |
| 5  | 玉米饭         | 腐乳扣肉、鱼香肉丝       | 四鲜香干、香辣芥菜     | 菠菜蛋花汤   |
| 6  | 燕麦饭         | 梅菜扣肉、杏鲍菇炒牛肉   | 泡椒鹌鹑蛋、榨菜丝     | 西红柿蛋花汤 |
| 7  | 豆角焖面       |                          | 四鲜腐竹、辣味雪菜     | 玉米排骨汤   |
| 8  | 鱼香炒面       |                          | 五香花生米、香辣芥菜   | 菌菇鸡汤     |
| 9  | 燕麦饭         | 腐乳扣肉、鱼香肉丝       | 咸菜丝                 | 番茄牛肉汤   |
| 10 | 玉米饭         | 东坡肉、橄榄菜烧千叶豆腐 | 美味榨菜               | 玉米排骨汤   |
| 11 | 红豆米饭       | 梅菜扣肉、杏鲍菇炒牛肉   | 香辣芥菜               | 菌菇鸡汤     |
| 12 | 大麦饭         | 咖喱牛肉、宫保鸡丁       | 辣味雪菜               | 番茄牛肉汤   |

## 远航食品

### 舰艇远航食品
舰艇远航食品是指以舰艇饮食加工设备为依托，供舰艇人员远航时简单加工后即可食用的集体食品。早期中国海军的舰艇远航食品主要由罐头食品和干食品组成，其中罐头食品多为马口铁罐头。进入21世纪以后，中国海军开始向远洋海军发展，频繁执行远洋任务。同时大量列装新型舰艇，相较于旧式舰艇在居住性方面有所提高。远航食品也从过去的马口罐头食品转变为软包装食品，目前解放军的水面舰艇远航食品分为主食类、荤菜类、素菜类、干菜类、水果类、饮糖类等六大类200多个品种。
| 非罐头类 | 大米、面粉、挂面、甜面包干、甜饼干、咸饼干、巧克力饼干、绿豆、赤豆、黄花菜、粉丝、虾米、凍菠菜、冻干刀豆、冻干蘑菇、木耳、麦乳精、咖啡、菊花晶、巧克力、白糖、茶叶 |
| 罐头类   | 大米饭、豇豆肉丁饭、酱肉丁、茄汁猪肉、五香牛肉、去骨烧鸡、盐擦鸡、冬菇酱肉、辣子鸡丁、咖喱牛肉、咖喱鸡丁、四鲜腐竹、沙茶肉丁、榨菜、猪火腿、扣肉、走油蹄膀、凤尾鱼、五香花生米、四鲜烤麸、香菜心、什锦菜、乳黄瓜、酸辣菜、酱肚、原汁笋片罐头、橘子罐头、菠萝罐头、杨梅罐头、桃子罐头、甜酸茭白、青豆罐头、蘑菇罐头、红烧竹笋、鲜炸鲮鱼、豆豉鲮鱼、藕粉、甜炼乳 |

| 5人一餐组合包装罐头食品（不含主食） | 5人一餐组合包装罐头食品（不含主食） | 5人一餐组合包装罐头食品（不含主食） | 5人一餐组合包装罐头食品（不含主食） | 5人一餐组合包装罐头食品（不含主食） | 5人一餐组合包装罐头食品（不含主食） | 5人一餐组合包装罐头食品（不含主食）          |
| #                                   | 荤菜                                | 素菜                                | 汤                                  | 水果                                | 饮料                                | 小吃                                         |
| ----------------------------------- | ----------------------------------- | ----------------------------------- | ----------------------------------- | ----------------------------------- | ----------------------------------- | -------------------------------------------- |
| 1                                   | 红烧猪蹄、红焖鹅、香炸鲫鱼          | 油焖笋、酸辣豇豆、樱桃西红柿        | 咖喱牛肉汤                          | 糖水葡萄、糖水黄桃                  | 速溶咖啡、茶叶                      | 山楂片、巧克力、口香糖、复合维生素、鲨蔘皇浆 |
| 2                                   | 双菇肉酱、五香鹅肫、熏鸡            | 盐水青芹、绿豆芽、辣味雪菜          | 青菜紫菜汤                          | 糖水杨梅、糖水桑葚                  | 速溶咖啡、茶叶                      | 山楂片、巧克力、口香糖、复合维生素、鲨蔘皇浆 |
| 3                                   | 红烧牛腩、五香鸡肫、五香带鱼        | 盐水青芹、盐水刀豆、炒三丝          | 青菜虾米汤                          | 糖水桑葚、糖水黄桃                  | 速溶咖啡、茶叶                      | 山楂片、巧克力、口香糖、复合维生素、鲨蔘皇浆 |

| 6人一餐组合包装食品（软罐头） | 6人一餐组合包装食品（软罐头） | 6人一餐组合包装食品（软罐头） | 6人一餐组合包装食品（软罐头） | 6人一餐组合包装食品（软罐头） | 6人一餐组合包装食品（软罐头） | 6人一餐组合包装食品（软罐头） |
| #                             | 主食                          | 荤菜                          | 素菜                          | 汤                            | 饮料                          |                               |
| ----------------------------- | ----------------------------- | ----------------------------- | ----------------------------- | ----------------------------- | ----------------------------- | ----------------------------- |
| 1                             | 炒面                          | 熏鲳鱼、五香牛肉              | 炒茭白、四川榨菜              | 青菜牛肉汤                    | 高钙橙味维生素C饮料           |                               |
| 2                             | 调味米饭                      | 熏青鱼、麻辣香肠              | 盐水青笋、辣味雪菜            | 菠菜猪肉汤                    | 高钙橙味维生素C饮料           |                               |
| 3                             | 赤豆米饭                      | 五香带鱼、酱猪肉              | 盐水莴笋、四鲜腐竹            | 青菜鸡肉汤                    | 高钙橙味维生素C饮料           |                               |
| 4                             | 雪菜炒面                      | 麻辣鱼块、卤鸡翅中            | 盐水胡萝卜、油焖笋            | 菠菜牛肉汤                    | 高钙橙味维生素C饮料           |                               |
| 5                             | 白米饭                        | 香炸鲫鱼、红烧鸡腿            | 盐水芦蒿、酸辣菜              | 青菜猪肉汤                    | 高钙橙味维生素C饮料           |                               |
| 6                             | 玉米米饭                      | 熏鲳鱼、牛肉贡丸              | 炒茭白、雪菜笋丝              | 菠菜鸡肉汤                    | 高钙橙味维生素C饮料           |                               |
| 7                             | 绿豆米饭                      | 五香带鱼、腊鸡腿              | 麻辣茄子、五香豆腐干          | 青菜虾米汤                    | 高钙橙味维生素C饮料           |                               |
| 8                             | 面条                          | 熏青鱼、五香鸭肫              | 盐水芦笋、酸辣豇豆            | 菠菜虾米汤                    | 高钙橙味维生素C饮料           |                               |
| 9                             | 黑豆米饭                      | 麻辣鱼块、酱猪肚              | 炒青芹、五目野菜              | 菌菇猪肉汤                    | 高钙橙味维生素C饮料           |                               |
| 10                            | 红枣米饭                      | 香炸鲫鱼、米香肠              | 酸甜黄瓜、五香花生米          | 菌菇汤                        | 高钙橙味维生素C饮料           |                               |

| 主食             | 免洗大米、真空包装面粉、速冻馒头、速冻包子、速冻水饺、速冻馄饨、方便面、面条（宽）、饼干、曲奇饼干、玉米面、金味麦片、八宝米、小米、黑米、绿豆 |
| 含气调理集体食品 | 红烧大排、红烧肉、麻辣鱼块、牛肉贡丸、辣子鸡、干煎鲳鱼、红烧带鱼、油炸鸡腿排、咖喱牛肉、腊鸡腿、五香牛肉、红焖蹄膀、叉烧酱肉、红烧牛肉、剁椒鱼、板栗烧鸡、面筋烧肉、红烧咕噜肉、芋艿烧排骨、葱香芋艿、水笋烧肉、干锅茶树菇、豆干烧肉、茭白肉丝、宫保鸡丁、酱爆肉丁、回锅肉、家常豆腐、鱼香肉丝、家乡肉、炒杏鲍菇、藕块烧肉、玉米松仁、五花肉泡菜、雪菜肉丝、油焖笋尖、咸鱼烧黄豆、私房菜 |
| 冷冻调理集体食品 | 香辣鸡翅根、红烧大虾、麻辣鱼块、香辣鸡翅中、香煎马鲛鱼、干煎带鱼、麻辣牛腩、木耳炒肉片、酸辣娃娃菜、醋溜白菜、辣爆鸡条、豆芽炒肉丝、小瓜炒肉片、芹菜炒肉丝、尖叫炒肉片、红烧肋排、豆芽炒肉丝、香辣鸭、红烧猪肉、尖椒猪耳、蒜薹炒肉丝、野山椒牛肉、芥兰炒肉片、尖椒炒肉片、爆炒洋白菜、麻辣鸡丁、土豆烧猪肉、豆角炒肉、肉沫酸豆角、红烧牛肉、五彩藕丁、酸辣土豆丝、土豆烧牛肉             |
| 马口铁罐头食品   | 特制红烧猪肉、咸火腿、走油猪蹄、特制回锅肉、360g午餐肉、豆豉鲮鱼、香菇肉酱、红烧排骨、酸辣菜、五香花生米、乳黄瓜、炒三丝、小竹笋、四鲜香干 |
| 马口铁水果罐头   | 糖水梨、糖水菠萝、糖水黄桃、糖水杨梅 |
| 干食品           | 99型巧克力、精制白糖、精制茶叶、速溶咖啡、山楂片、精制干黄花菜、干香菇、干木耳、升华干菜、升华干燥海蔘、软包装海蔘 |

### 飞行远航食品

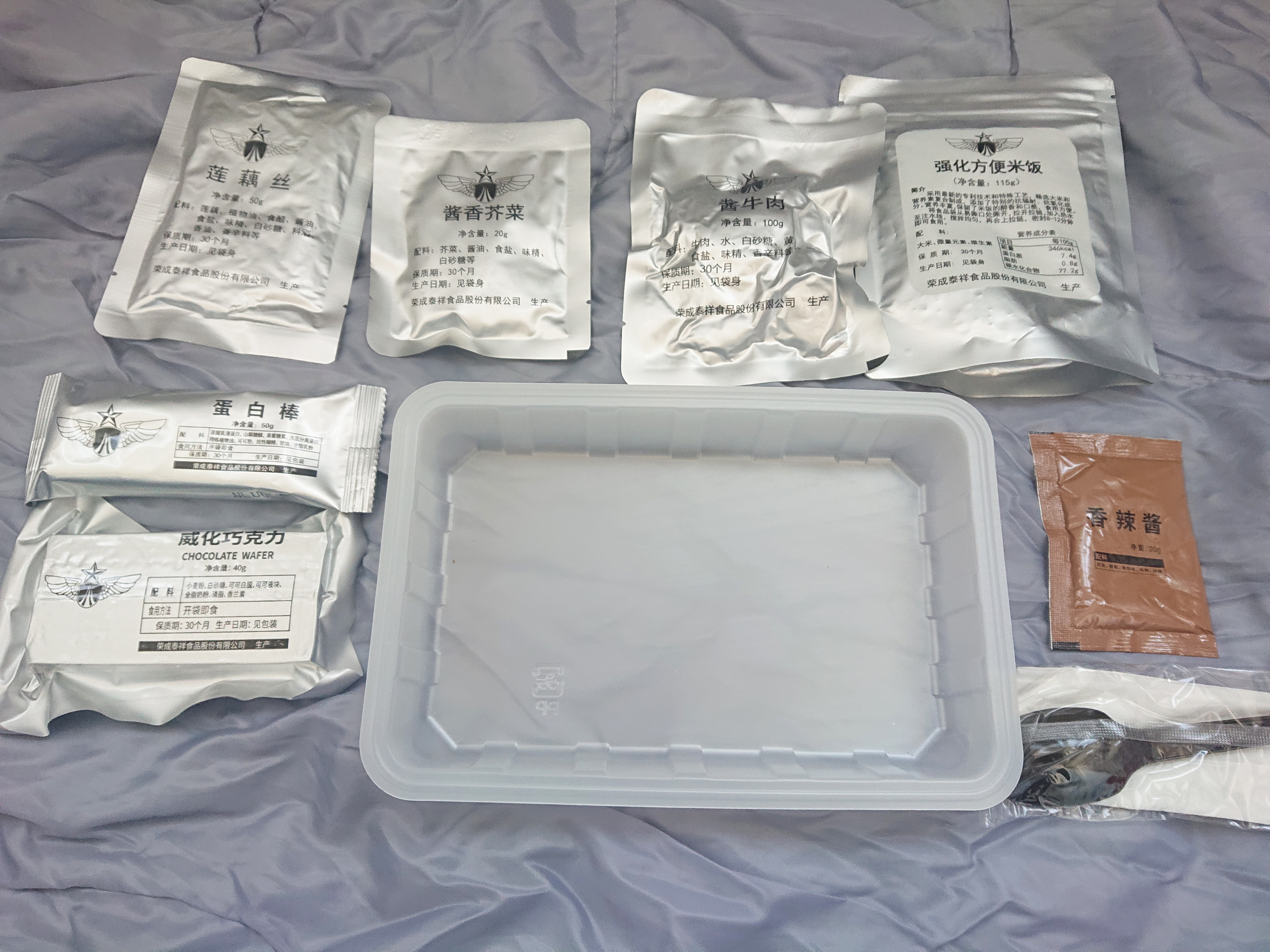
一份特种机飞行远航食品的内容物

目前解放军飞行远航食品有战斗机飞行远航食品和特种机飞行远航食品两种，其中战斗机飞行远航食品为即食食品，包含一口一块型巧克力和饮用水。特种机飞行远航食品主要配备于预警机、电子侦察机、电子干扰机、运输机等机型。目前解放军主要装备的是03型战斗机飞行远航食品和08型特种机飞行远航食品。
| 08型特种机飞行远航食品 | 08型特种机飞行远航食品    | 08型特种机飞行远航食品 | 08型特种机飞行远航食品   | 08型特种机飞行远航食品 | 08型特种机飞行远航食品 | 08型特种机飞行远航食品 |
| #                      | 主食                      | 肉食                   | 佐食                     | 汤                     | 点心                   |                        |
| ---------------------- | ------------------------- | ---------------------- | ------------------------ | ---------------------- | ---------------------- | ---------------------- |
| 1                      | 雪菜肉丁炒饭→强化方便米饭 | 麻辣里脊               | 牛蒡丝、香辣酱、香辣榨菜 | 番茄蛋花汤             | 蛋白棒、威化巧克力     |                        |
| 2                      | 赤豆米饭→强化方便米饭     | 五香金枪鱼             | 海带丝、香辣酱、辣味雪菜 | 紫菜蛋花汤             | 蛋白棒、威化巧克力     |                        |
| 3                      | 什锦炒饭→强化方便米饭     | 酱牛肉                 | 莲藕丝、香辣酱、酱香芥菜 | 蔬菜蛋花汤             | 蛋白棒、威化巧克力     |                        |

## 救生食品
单兵救生食品是指供执行特殊任务的单兵食用，可维持一定体力或遇险待救时维持生存的制式食品。内容物通常以压缩干粮为主。

### 舰艇救生食品
| 86型       | 芝麻饼干、咸味饼干、巧克力                   |
| JT-06/07型 | 膨化饼干、高能饼干、香草饼干、山楂糕、巧克力 |

### 飞行救生食品
| 59A/B型 | 甜饼干、甜咸饼干、奶糖、卫生糖块、牛肉干、酱黄豆等 |
| 66型    | 甜饼干、葡萄糖饼干                                 |
| 81型    | 糯米甜饼干、葡萄糖饼干                             |
| 89型    | 巧克力饼干、猪肉松饼干                             |
| 03型    | 螺旋藻饼干                                         |

## 通用食品

### 罐头
根据《军用罐头食品通用规范》定义，军用罐头是指按军队需要的品种、规格和要求生产，主要供军队食用的罐头。军用罐头按食品原料种类的不同分为畜肉类、禽肉类、水产类、水果类、蔬菜类、其他类六种。马口铁包装畜肉类、禽肉类、水产类及其他类罐头的保质期为36个月；马口铁包装蔬菜类和蒸煮袋包装罐头为30个月。具体罐头的生产遵循中国国家军用标准或JXUB标准。
| 畜肉类 | 回锅肉、特制回锅肉、红烧扣肉、午餐肉、红烧排骨、猪肉蛋卷、东坡肘子、皱油蹄膀、火腿、红烧猪肉、特制红烧猪肉、东坡肉、茄汁猪肉、梅菜猪肉、辣味猪肉、粉蒸肉、猪肉丸子、香菇肉酱、炸酱肉丁、红烧牛肉、特制红烧牛肉、五香牛肉、鱼香肉丝（软）、梅菜扣肉（软）、麻辣里脊（软）、回锅肉（软）、芽菜蒸肉（软）、酱汁肉（软）、雪菜肉末（软）、土豆烧牛肉（软）、萝卜牛腩（软）、酱牛肉（软）、红焖羊肉（软） |
| 禽肉类 | 红烧鸡、五香鸡中翅、红烧鸡翅根、咖喱鸡丁（软） |
| 水产类 | 黄花鱼、五香带鱼、五香鲅鱼、凤尾鱼、豆豉鲮鱼、鲜炸沙丁鱼、酱香牡蛎、五香带鱼（软）、香辣鱼（软） |
| 水果类 | 糖水橘子、糖水菠萝、糖水荔枝、糖水枇杷、糖水杨梅、糖水梨、糖水白桃、糖水黄桃、糖水桑葚、什锦水果 |
| 蔬菜类 | 青豌豆、青刀豆、蘑菇、碎片蘑菇、香菜心、乳黄瓜、辣味雪菜、雪菜笋丝、酸辣豇豆、金针菇、酸辣菜、榨菜丝、玉兰片、红烧竹笋、小竹笋、麻辣茄子、美味香干，雪菜冬笋（软） |
| 其他类 | 五香花生米、青豆肉丁、八宝饭、炒三丝、炒素三丝、雪菜肉丝、什锦米饭（软）、腊肠炒饭（软）、雪菜肉丁炒饭（软）、鸡丁炒饭（软）、扁豆牛肉炒饭（软）、酱油炒饭（软）、咖喱炒饭（软）、雪菜肉丝炒面（软）、羊肉抓饭（软）、豆沙米饭（软） |

| 畜肉类 | 火腿猪肉、回锅肉、红烧扣肉、午餐肉、红烧排骨、五香排骨、猪肉蛋卷、白煨蹄膀、东坡肘子、皱油蹄膀、火腿、红烧猪肉、东坡肉、茄汁猪肉、梅菜猪肉、辣味猪肉、粉蒸肉、猪肉丸子、蘑菇酱肉、酱猪肚、炸酱肉丁、猪肝午餐肉、猪肉笋丁、红烧牛肉、咖喱牛肉、五香牛肉、辣味牛肉                                                                 |
| 禽类   | 红烧鸡、红烧鸭、咖喱鸡、整只烧鸡、去骨烧鸡、香菇炖鸡、盐擦鸡、烤鹅、辣鸡丁 |
| 水产类 | 红烧鱼、豆瓣红烧鱼、五香带鱼、五香鲅鱼、凤尾鱼、鲜炸鲮鱼、鲜炸狮子鱼、熏鱼、豆豉鲮鱼 |
| 水果类 | 糖水橘子、糖水菠萝、糖水荔枝、糖水枇杷、糖水杨梅、糖水苹果、糖水梨、糖水白桃、糖水黄桃、什锦水果、糖水广柑、猕猴桃、什锦果酱 |
| 蔬菜类 | 青豌豆、青刀豆、鲜蘑菇、碎片蘑菇、凉拌菜、麻辣凉拌菜、香菜心、什锦酱菜、乳黄瓜、雪菜、辣味雪菜、雪菜笋丝、香脆黄瓜、酸辣豇豆、茄汁黄豆、甜酸藠头、榨菜、清水笋、原汁鲜笋、酸辣菜、辣味什锦菜、榨菜丝、玉兰片、红烧竹笋、甜酸茭白、白香菜心、糖醋胡萝卜、红烧胡萝卜、酸辣藕、莴笋丝、麻辣茄子、嫩姜、美味花干、鱼香花干、美味香干 |
| 其他类 | 五香花生米、盐水花生米、青豆肉丁、茭白肉丝、笋干肉片、笋炒肉丝、八宝饭、什锦炒蛋、虎皮蛋、调味米饭、三丁米饭、肉菜米饭、赤豆米饭、肉笋炒蛋、蔬菜炒蛋、蚕豆炒蛋、什锦炒蛋、炒三丝、炒素三丝、四鲜腐竹、雪菜肉丝、橘子银耳羹、豆干猪肉、四鲜烤麸、素什锦、炒素什锦                                                                 |

## 民间销售

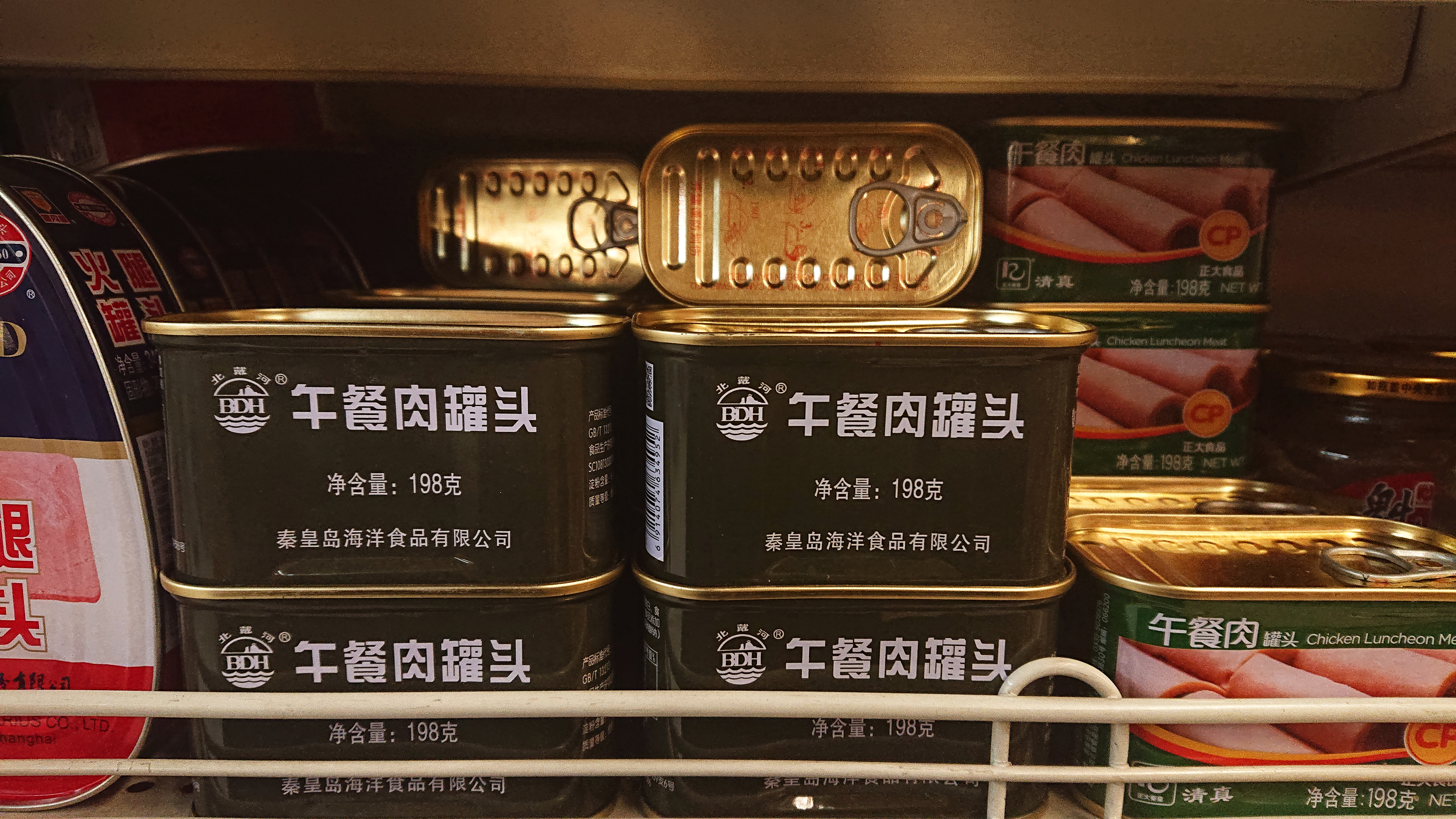
中国超市销售的军绿色外观午餐肉罐头

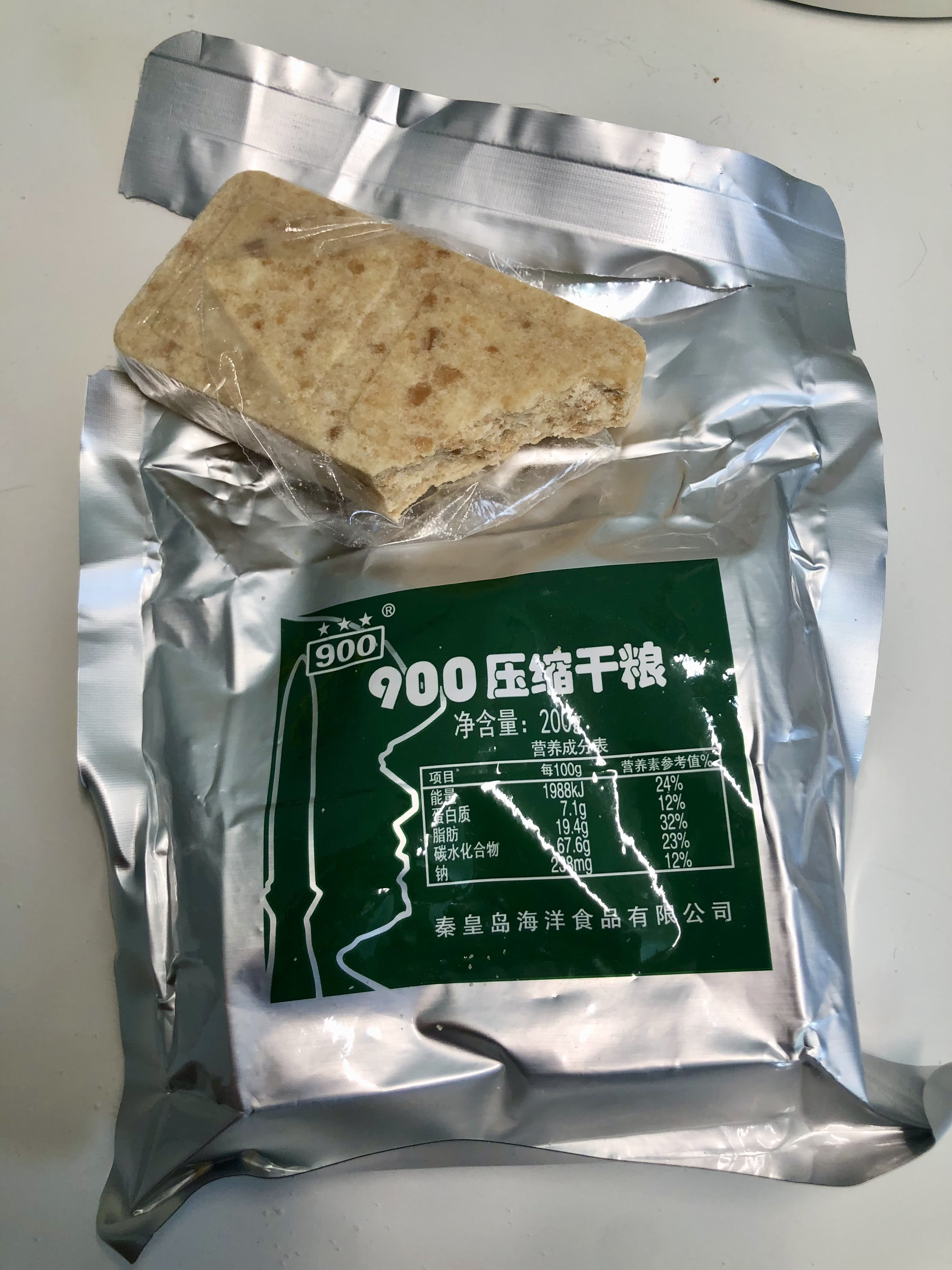
民间的「900」压缩干粮，为90式去除奶粉的配方

部分军用食品和罐头可以在中国的超市或网络购物网站上买到。一些军用食品的制造商也会在军用食品的基础上推出面向民用市场销售的民用产品，这些产品在外观和命名上与军用食品近似，但印有制造方商标，执行标准也由中国国家军用标准变为中国国家标准，内容物相较于军用产品亦有差别。

## 图片

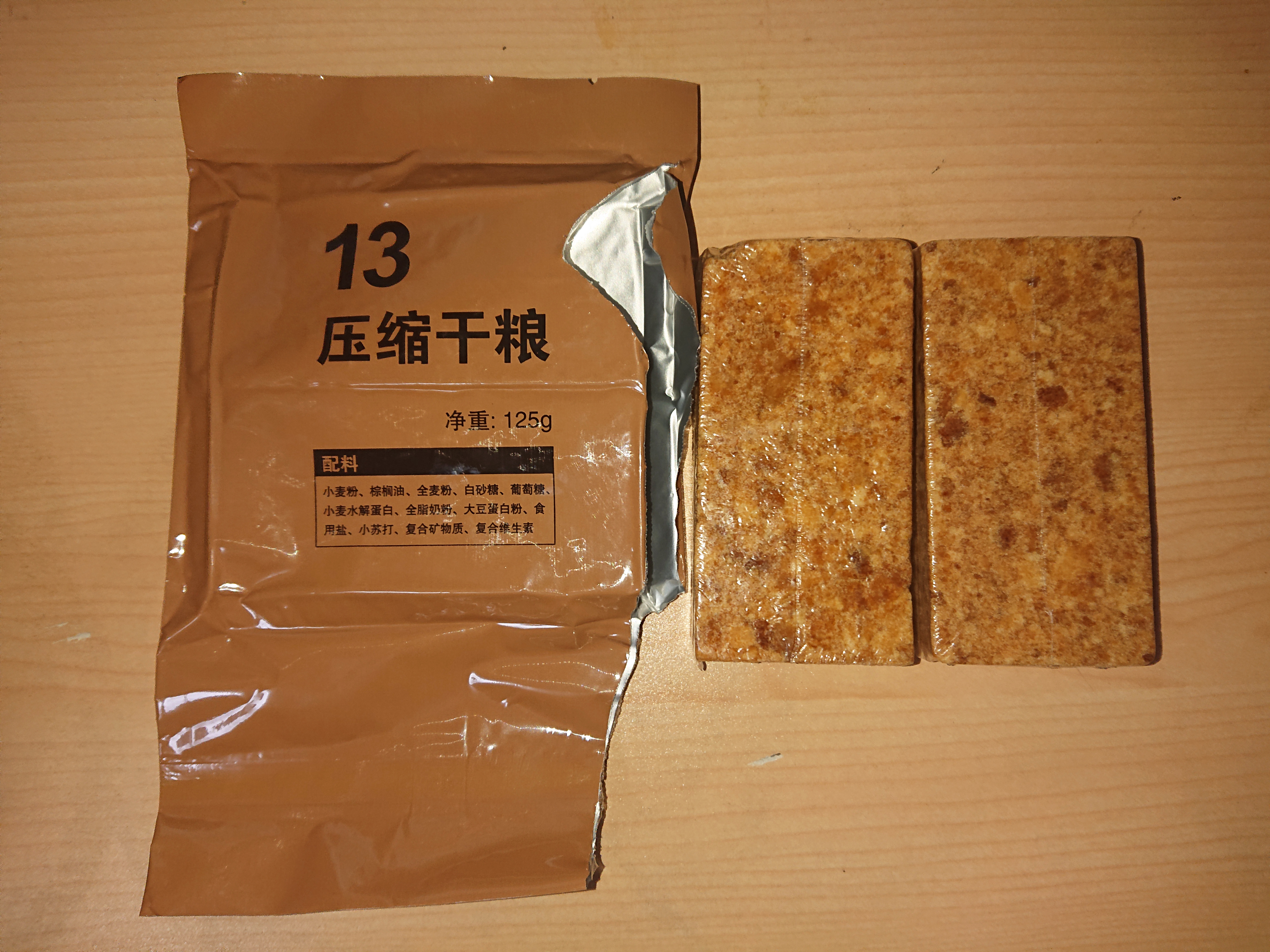
一袋13压缩干粮
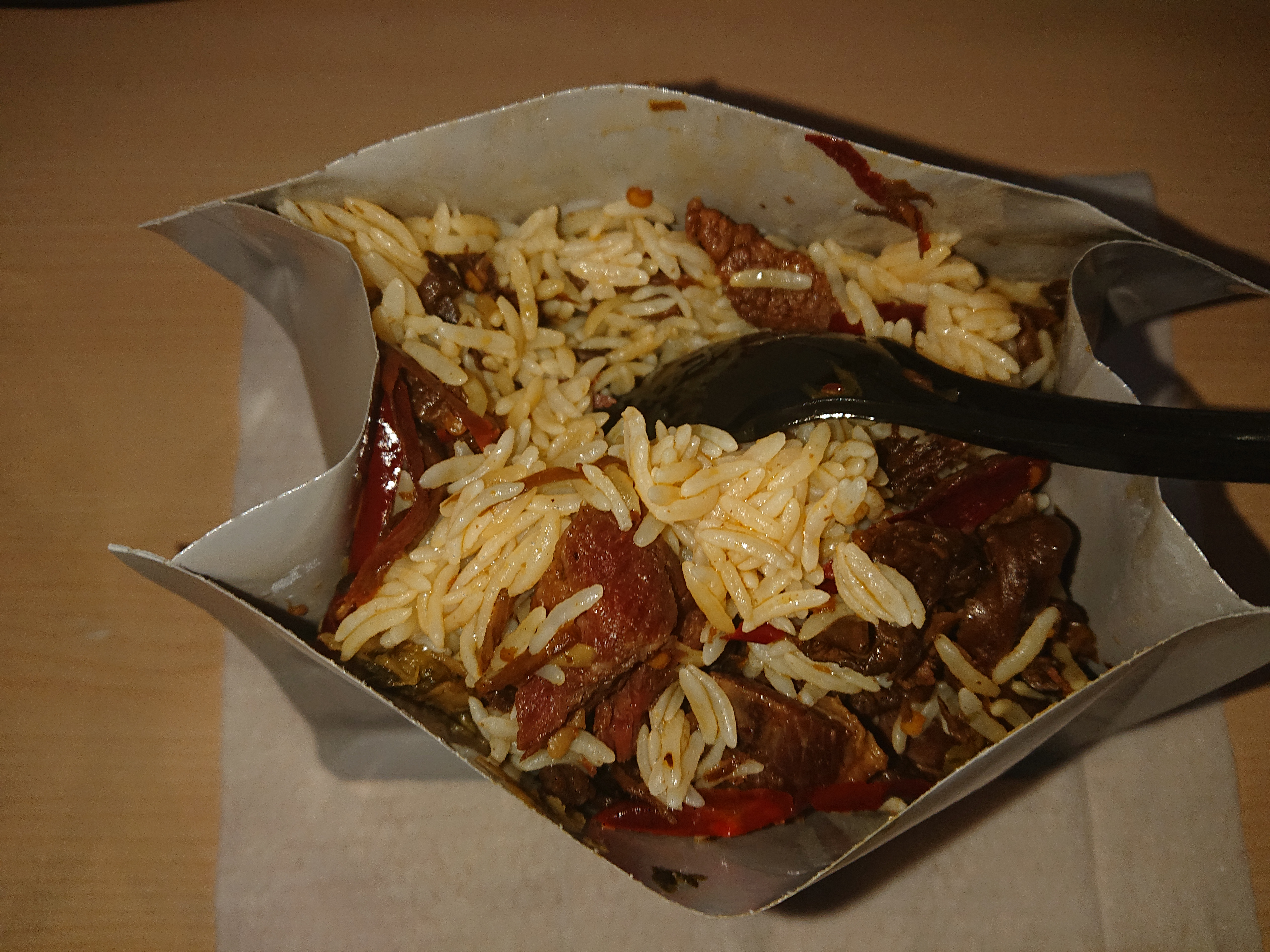
一份加热完成的自热牛肉米饭
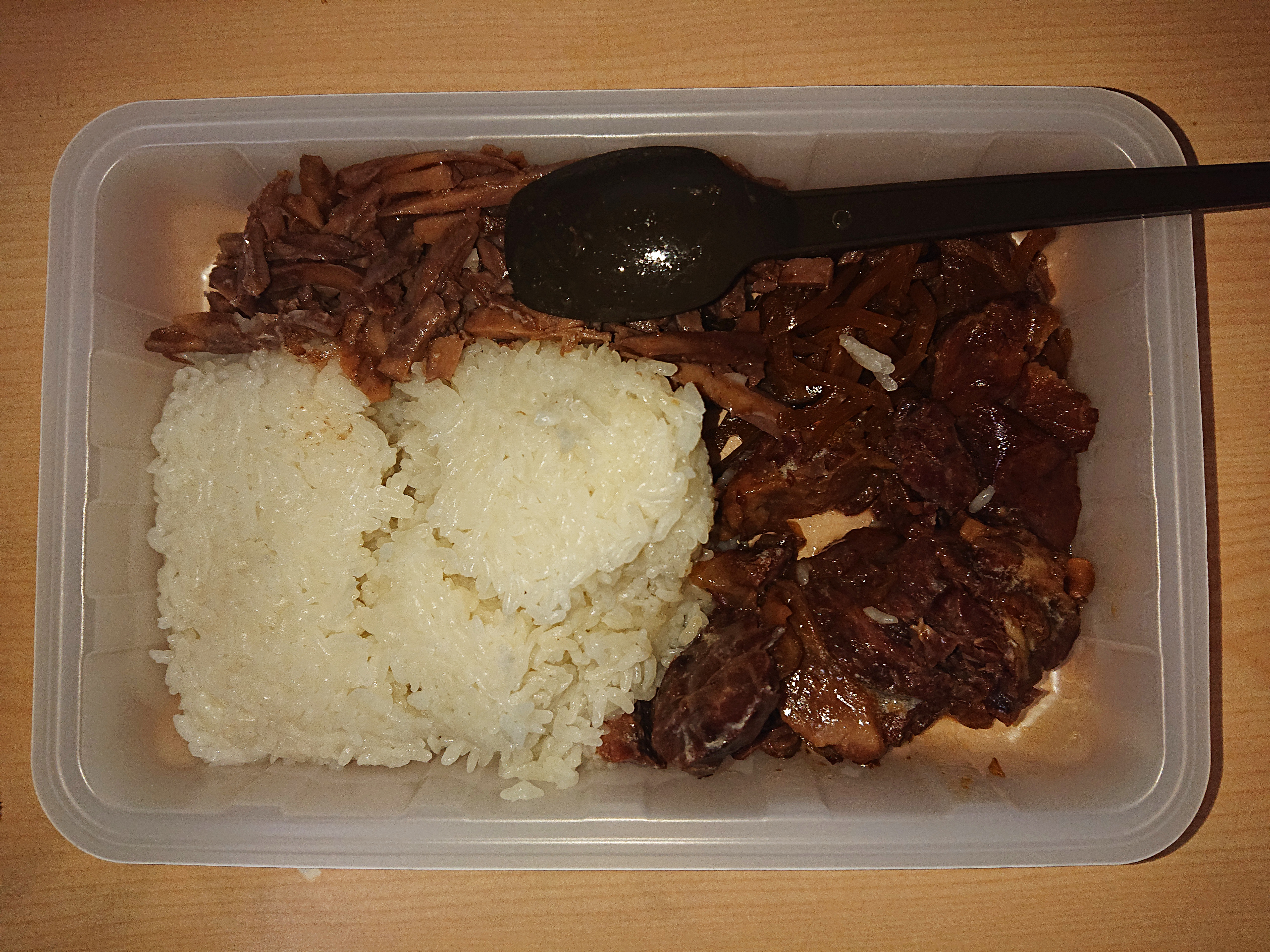
08型特种机飞行远航食品的米饭，配食有酱牛肉、莲藕丝、芥菜丝
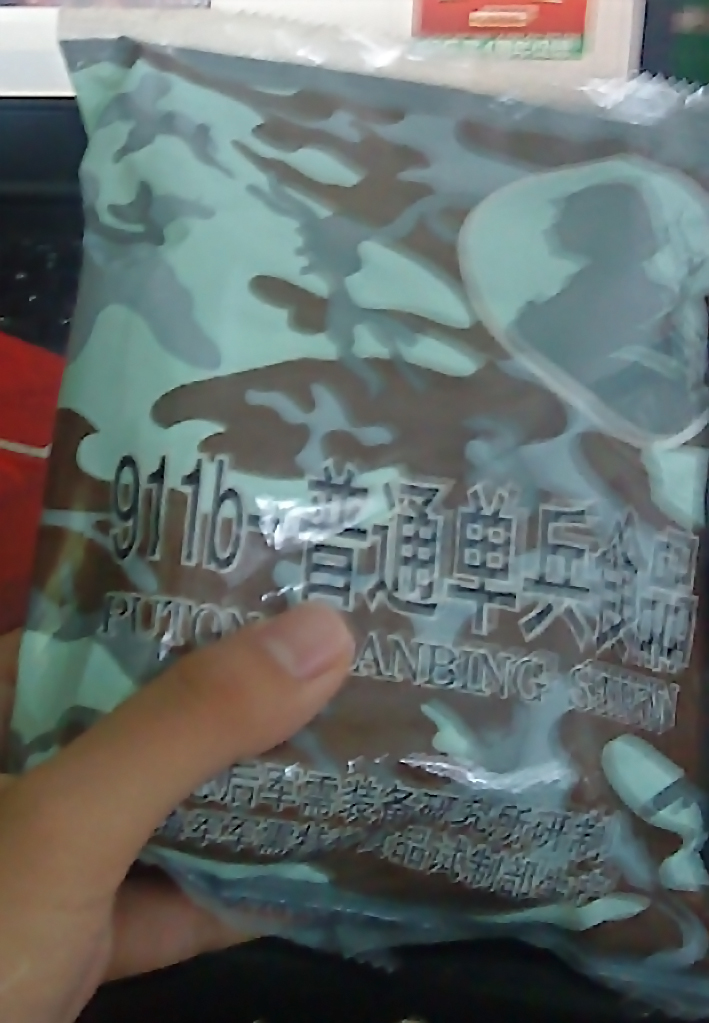
一份911b普通单兵食品
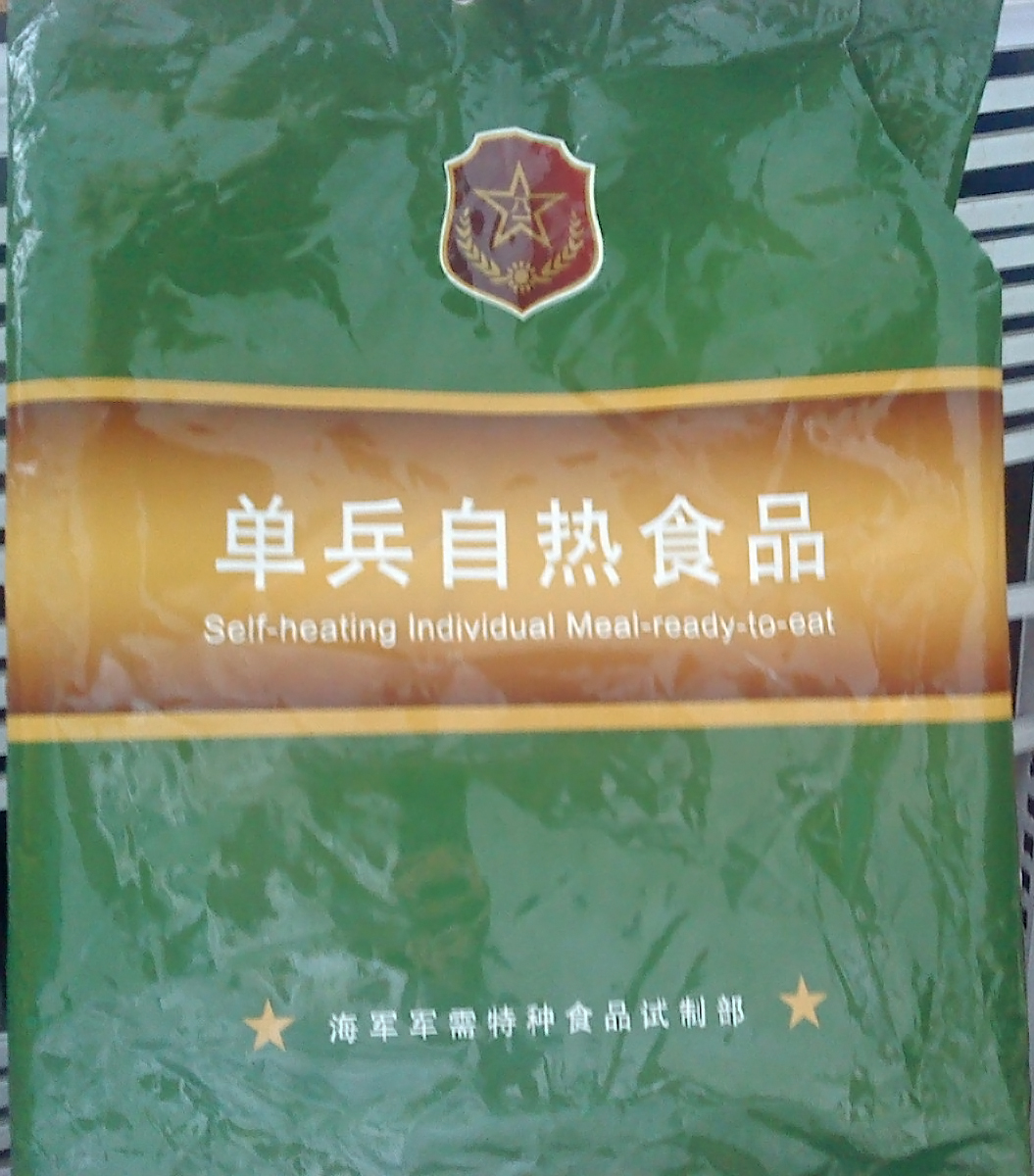
一份早期型号的单兵自热食品，主食为什锦炒饭和腊肠炒饭